# Natação nos Jogos Olímpicos de Verão de 2024 - 50 m livre feminino
A prova dos 50 m livre feminino da natação nos Jogos Olímpicos de Verão de 2024 ocorreu em 3 e 4 de agosto de 2024 na Paris La Défense Arena, em Paris. Um total de 79 nadadoras de 72 Comitês Olímpicos Nacionais (CON) participaram do evento.

## Qualificação
Cada Comitê Olímpico Nacional (CON) poderia inscrever no máximo duas nadadoras qualificadas em cada evento individual, mas somente se ambas atingissem o "tempo de qualificação olímpica" (OQT). Uma nadadora por evento poderia potencialmente entrar se atingisse o "tempo de consideração olímpica" (OCT), ou se a cota total de 852 competidores não tivesse sido atingida. Os CONs também poderiam inscrever nadadores independentemente do tempo através das vagas de universalidade, mesmo que não tenham atingindo nenhum dos tempos de inscrição padrão (OQT/OCT).
Após o fim da janela de qualificação, a World Aquatics avaliou o número de nadadores que alcançaram o OQT, o número de nadadores somente para as provas de revezamento e o número de vagas de universalidade, antes de convidar aqueles com OCT para cumprir a cota total de 852. Além disso, as vagas no OCT foram distribuídas por evento de acordo com as posições no ranking mundial durante o prazo de qualificação. Para os 50 m livre feminino, o OQT foi de 24s70 e o OCT de 24s82.

## Formato
A competição consiste em três rodadas: preliminares, semifinais e final. As nadadoras com os 16 melhores tempos nas baterias preliminares avançam às semifinais. Já as nadadoras com os 8 melhores tempos nas semifinais avançam à final. Desempates (swim-offs) são utilizados conforme necessário para quebrar os empates de avanço à próxima rodada.

## Calendário
Horário local (UTC+2)
| Data                | Horário | Fase         |
| ------------------- | ------- | ------------ |
| 3 de agosto de 2024 | 11:00   | Preliminares |
| 3 de agosto de 2024 | 20:35   | Semifinais   |
| 4 de agosto de 2024 | 18:30   | Final        |

## Medalhistas
| Ouro   | SWE Sarah Sjöström |
| Prata  | AUS Meg Harris     |
| Bronze | CHN Zhang Yufei    |

## Recordes
Antes desta competição, os recordes mundiais e olímpicos da prova eram os seguintes:
| Tipo | Atleta         | Tempo | Local   | Data                |
| ---- | -------------- | ----- | ------- | ------------------- |
|      | Sarah Sjöström | 23.61 | Fukuoka | 29 de julho de 2023 |
|      | Emma McKeon    | 23.81 | Tóquio  | 1 de agosto de 2021 |

## Resultados

### Preliminares
As nadadoras com os 16 melhores tempos, independente da bateria, avançam às semifinais.
| Pos. | Bateria | Raia | Nadadora                      | CON                                 | Tempo | Notas            |
| ---- | ------- | ---- | ----------------------------- | ----------------------------------- | ----- | ---------------- |
| 1    | 10      | 4    | Sarah Sjöström                | SWE Suécia                          | 23.85 | Q                |
| 2    | 9       | 4    | Katarzyna Wasick              | POL Polônia                         | 24.27 | Q                |
| 3    | 10      | 5    | Gretchen Walsh                | USA Estados Unidos                  | 24.37 | Q                |
| 4    | 8       | 4    | Shayna Jack                   | AUS Austrália                       | 24.38 | Q                |
| 5    | 9       | 3    | Meg Harris                    | AUS Austrália                       | 24.50 | Q                |
| 6    | 8       | 5    | Zhang Yufei                   | CHN China                           | 24.54 | Q                |
| 7    | 8       | 3    | Michelle Coleman              | SWE Suécia                          | 24.55 | Q                |
| 8    | 10      | 3    | Wu Qingfeng                   | CHN China                           | 24.57 | Q                |
| 8    | 10      | 6    | Taylor Ruck                   | CAN Canadá                          | 24.57 | Q                |
| 10   | 8       | 6    | Béryl Gastaldello             | FRA França                          | 24.60 | Q                |
| 11   | 8       | 8    | Julie Kepp Jensen             | DEN Dinamarca                       | 24.64 | Q                |
| 11   | 9       | 8    | Neža Klančar                  | SLO Eslovênia                       | 24.64 | Q,               |
| 13   | 8       | 2    | Sara Curtis                   | ITA Itália                          | 24.67 | Q                |
| 14   | 8       | 7    | Florine Gaspard               | BEL Bélgica                         | 24.69 | Q                |
| 15   | 9       | 6    | Anna Hopkin                   | GBR Grã-Bretanha                    | 24.72 | Q                |
| 15   | 9       | 7    | Valerie van Roon              | NED Países Baixos                   | 24.72 | Q                |
| 17   | 10      | 7    | Theodora Drakou               | GRE Grécia                          | 24.80 |                  |
| 18   | 9       | 1    | Kim Busch                     | NED Países Baixos                   | 24.87 |                  |
| 18   | 9       | 5    | Simone Manuel                 | USA Estados Unidos                  | 24.87 |                  |
| 20   | 10      | 8    | Kornelia Fiedkiewicz          | POL Polônia                         | 24.94 |                  |
| 21   | 8       | 1    | Danielle Hill                 | IRL Irlanda                         | 25.02 |                  |
| 22   | 10      | 2    | Mélanie Henique               | FRA França                          | 25.05 |                  |
| 23   | 7       | 4    | Jenjira Srisaard              | THA Tailândia                       | 25.18 |                  |
| 24   | 9       | 2    | Petra Senánszky               | HUN Hungria                         | 25.21 |                  |
| 25   | 10      | 1    | Jana Pavalić                  | CRO Croácia                         | 25.24 |                  |
| 26   | 7       | 5    | Anicka Delgado                | ECU Equador                         | 25.43 |                  |
| 27   | 7       | 2    | Maria Brunlehner              | KEN Quênia                          | 25.82 | Recorde nacional |
| 28   | 7       | 6    | Sabrina Lyn                   | JAM Jamaica                         | 26.08 |                  |
| 29   | 6       | 7    | Elizaveta Rogozhnikova        | KGZ Quirguistão                     | 26.26 |                  |
| 30   | 7       | 7    | Rhanishka Gibbs               | BAH Bahamas                         | 26.27 |                  |
| 31   | 7       | 1    | Mia Phiri                     | ZAM Zâmbia                          | 26.49 |                  |
| 31   | 7       | 8    | Chloë Farro                   | ARU Aruba                           | 26.49 |                  |
| 33   | 6       | 1    | Adaku Nwandu                  | NGR Nigéria                         | 26.62 |                  |
| 34   | 6       | 5    | Mariam Sheikhalizadehkhanghah | AZE Azerbaijão                      | 26.76 |                  |
| 35   | 6       | 3    | Joselle Mensah                | GHA Gana                            | 26.81 |                  |
| 36   | 6       | 2    | Anahira McCutcheon            | FIJ Fiji                            | 26.88 |                  |
| 37   | 6       | 4    | Apsara Sakbun                 | CAM Camboja                         | 26.90 |                  |
| 38   | 6       | 8    | Antsa Rabejaona               | MAD Madagascar                      | 27.12 |                  |
| 39   | 5       | 3    | Jovana Kuljača                | MNE Montenegro                      | 27.19 |                  |
| 40   | 5       | 7    | Christina Rach                | ERI Eritreia                        | 27.20 |                  |
| 41   | 5       | 4    | Kennice Greene                | VIN São Vicente e Granadinas        | 27.23 |                  |
| 42   | 6       | 6    | Hana Beiqi                    | KOS Kosovo                          | 27.34 |                  |
| 43   | 5       | 5    | Georgia-Leigh Vele            | PNG Papua-Nova Guiné                | 27.61 |                  |
| 44   | 5       | 2    | Ionnah Eliane Douillet        | BEN Benim                           | 27.64 |                  |
| 45   | 4       | 4    | Noëlie Lacour                 | GAB Gabão                           | 27.68 |                  |
| 46   | 5       | 6    | Khema Elizabeth               | SEY Seicheles                       | 28.18 |                  |
| 47   | 5       | 1    | Kaiya Brown                   | SAM Samoa                           | 28.31 |                  |
| 48   | 5       | 8    | Sophia Latiff                 | TAN Tanzânia                        | 28.42 |                  |
| 49   | 4       | 3    | Hayley Wong                   | BRU Brunei                          | 28.52 |                  |
| 50   | 4       | 5    | Noelani Day                   | TGA Tonga                           | 28.60 |                  |
| 51   | 4       | 6    | Kestra Kihleng                | FSM Estados Federados da Micronésia | 28.81 |                  |
| 52   | 4       | 2    | Ekaterina Bordachyova         | TJK Tajiquistão                     | 28.85 |                  |
| 53   | 4       | 8    | Loane Russet                  | VAN Vanuatu                         | 28.86 |                  |
| 54   | 4       | 7    | Tayamika Chang'anamuno        | MAW Malawi                          | 29.32 |                  |
| 55   | 4       | 1    | Aishath Ulya Shaig            | MDV Maldivas                        | 29.39 |                  |
| 56   | 2       | 8    | Maesha Saadi                  | COM Comores                         | 29.60 |                  |
| 57   | 3       | 4    | Lois Eliora Irishura          | BDI Burundi                         | 29.63 |                  |
| 58   | 3       | 3    | Mayah Chouloute               | HAI Haiti                           | 29.78 |                  |
| 59   | 3       | 1    | Jasmine Schofield             | DMA Dominica                        | 29.91 |                  |
| 60   | 3       | 2    | Kaelyn Djoparto               | SUR Suriname                        | 29.99 |                  |
| 61   | 2       | 4    | Kayla Hepler                  | MHL Ilhas Marshall                  | 30.33 |                  |
| 61   | 3       | 7    | Iman Kouraogo                 | BUR Burquina Fasso                  | 30.33 |                  |
| 63   | 3       | 6    | Sonia Khatun                  | BAN Bangladesh                      | 30.52 |                  |
| 63   | 3       | 8    | Yuri Hosei                    | PLW Palau                           | 30.52 |                  |
| 65   | 2       | 6    | Grace Manuela Nguelo'O        | CMR Camarões                        | 30.98 |                  |
| 66   | 3       | 5    | Isabella Millar               | SOL Ilhas Salomão                   | 31.32 |                  |
| 67   | 2       | 5    | Lina Alemayehu Selo           | ETH Etiópia                         | 31.87 |                  |
| 68   | 2       | 3    | Djenabou Jolie Bah            | GUI Guiné                           | 31.90 |                  |
| 69   | 2       | 1    | Lidwine Umuhoza Uwase         | RWA Ruanda                          | 32.03 |                  |
| 70   | 2       | 7    | Imelda Ximenes Belo           | TLS Timor-Leste                     | 32.48 |                  |
| 71   | 2       | 2    | Adèle Gaïtou                  | TOG Togo                            | 32.50 |                  |
| 72   | 1       | 3    | Vanessa Bobimbo               | CGO Congo                           | 33.01 |                  |
| 73   | 1       | 5    | Salima Youssoufou             | NIG Níger                           | 33.66 |                  |
| 74   | 1       | 4    | Naima-Zahra Amison            | DJI Djibuti                         | 33.69 |                  |
| 75   | 1       | 6    | Tracy Marine Andet            | CAF República Centro-Africana       | 34.95 |                  |
| 76   | 1       | 2    | Aichata Diabate               | MLI Mali                            | 37.55 |                  |
| 77   | 1       | 7    | Olamide Sam                   | SLE Serra Leoa                      | 42.87 |                  |
| 78   | 1       | 1    | Divine Miansadi Mpolo         | COD República Democrática do Congo  | 44.10 |                  |
| 80   | 7       | 3    | María José Ribera             | BOL Bolívia                         | 26.07 | DSQ              |

### Semifinais
As nadadoras com os oito melhores tempos, independente da bateria, avançam à final.
| Pos. | Bateria | Raia | Nadadora          | CON                | Tempo | Notas |
| ---- | ------- | ---- | ----------------- | ------------------ | ----- | ----- |
| 1    | 2       | 4    | Sarah Sjöström    | SWE Suécia         | 23.66 | Q,    |
| 2    | 2       | 5    | Gretchen Walsh    | USA Estados Unidos | 24.17 | Q     |
| 3    | 1       | 4    | Katarzyna Wasick  | POL Polônia        | 24.23 | Q     |
| 4    | 1       | 3    | Zhang Yufei       | CHN China          | 24.24 | Q     |
| 5    | 1       | 5    | Shayna Jack       | AUS Austrália      | 24.29 | Q     |
| 6    | 2       | 3    | Meg Harris        | AUS Austrália      | 24.33 | Q     |
| 7    | 1       | 6    | Wu Qingfeng       | CHN China          | 24.40 | Q     |
| 7    | 1       | 7    | Neža Klančar      | SLO Eslovênia      | 24.40 | Q,    |
| 9    | 2       | 6    | Michelle Coleman  | SWE Suécia         | 24.47 |       |
| 10   | 2       | 8    | Anna Hopkin       | GBR Grã-Bretanha   | 24.50 |       |
| 11   | 1       | 2    | Béryl Gastaldello | FRA França         | 24.66 |       |
| 12   | 1       | 8    | Valerie van Roon  | NED Países Baixos  | 24.67 |       |
| 13   | 2       | 2    | Taylor Ruck       | CAN Canadá         | 24.72 |       |
| 14   | 2       | 1    | Sara Curtis       | ITA Itália         | 24.77 |       |
| 15   | 1       | 1    | Florine Gaspard   | BEL Bélgica        | 24.82 |       |
| 16   | 2       | 7    | Julie Kepp Jensen | DEN Dinamarca      | 24.98 |       |

### Final
As três nadadoras mais rápidas na final conquistam as medalhas.
| Pos.              | Raia | Nadadora         | CON                | Tempo | Notas            |
| ----------------- | ---- | ---------------- | ------------------ | ----- | ---------------- |
| Medalha de ouro   | 4    | Sarah Sjöström   | SWE Suécia         | 23.71 |                  |
| Medalha de prata  | 7    | Meg Harris       | AUS Austrália      | 23.97 |                  |
| Medalha de bronze | 6    | Zhang Yufei      | CHN China          | 24.20 |                  |
| 4                 | 5    | Gretchen Walsh   | USA Estados Unidos | 24.21 |                  |
| 5                 | 3    | Katarzyna Wasick | POL Polônia        | 24.33 |                  |
| 6                 | 8    | Neža Klančar     | SLO Eslovênia      | 24.35 | Recorde nacional |
| 7                 | 1    | Wu Qingfeng      | CHN China          | 24.37 |                  |
| 8                 | 2    | Shayna Jack      | AUS Austrália      | 24.39 |                  |

Legenda
| Recorde mundial      | Recorde mundial (World record)               |                       | Recorde africano                      | Recorde africano (African) |                                           | Q | Classificado por posição (Qualified) |
| Recorde olímpico     | Recorde olímpico (Olympic record)            | Recorde da América    | Recorde da América (Americas)         | q                          | Classificado por melhor tempo (Qualified) |   |                                      |
| Melhor marca do ano  | Melhor marca do ano (World leading)          | Recorde asiático      | Recorde asiático (Asian)              | DNS                        | Não largou (Did not start)                |   |                                      |
| Recorde nacional     | Recorde nacional (National record)           | Recorde europeu       | Recorde europeu (European)            | DNF                        | Não terminou (Did not finish)             |   |                                      |
| Recorde pessoal      | Recorde pessoal do atleta (Personal best)    | Recorde da Oceania    | Recorde da Oceania (Oceania)          | DSQ / DQ                   | Desclassificado (Disqualified)            |   |                                      |
| Recorde da temporada | Recorde da temporada do atleta (Season best) | Recorde sul-americano | Recorde sul-americano (South America) | NM                         | Sem marca (No mark)                       |   |                                      |